# ستروپیتسه (استان اشوی‌داشکسیه)
ستروپیتسه (به لهستانی: Strupice) یک منطقهٔ مسکونی در لهستان است که در گمینا واشنگوو واقع شده‌است. ستروپیتسه ۱۳۰ نفر جمعیت دارد.